# Aufkadung

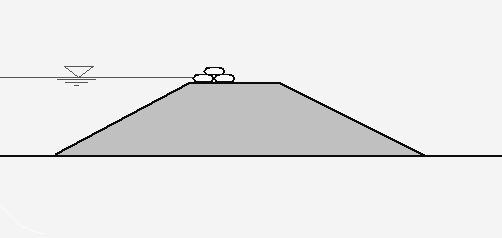
Aufkadung mit Sandsäcken, Prinzipskizze

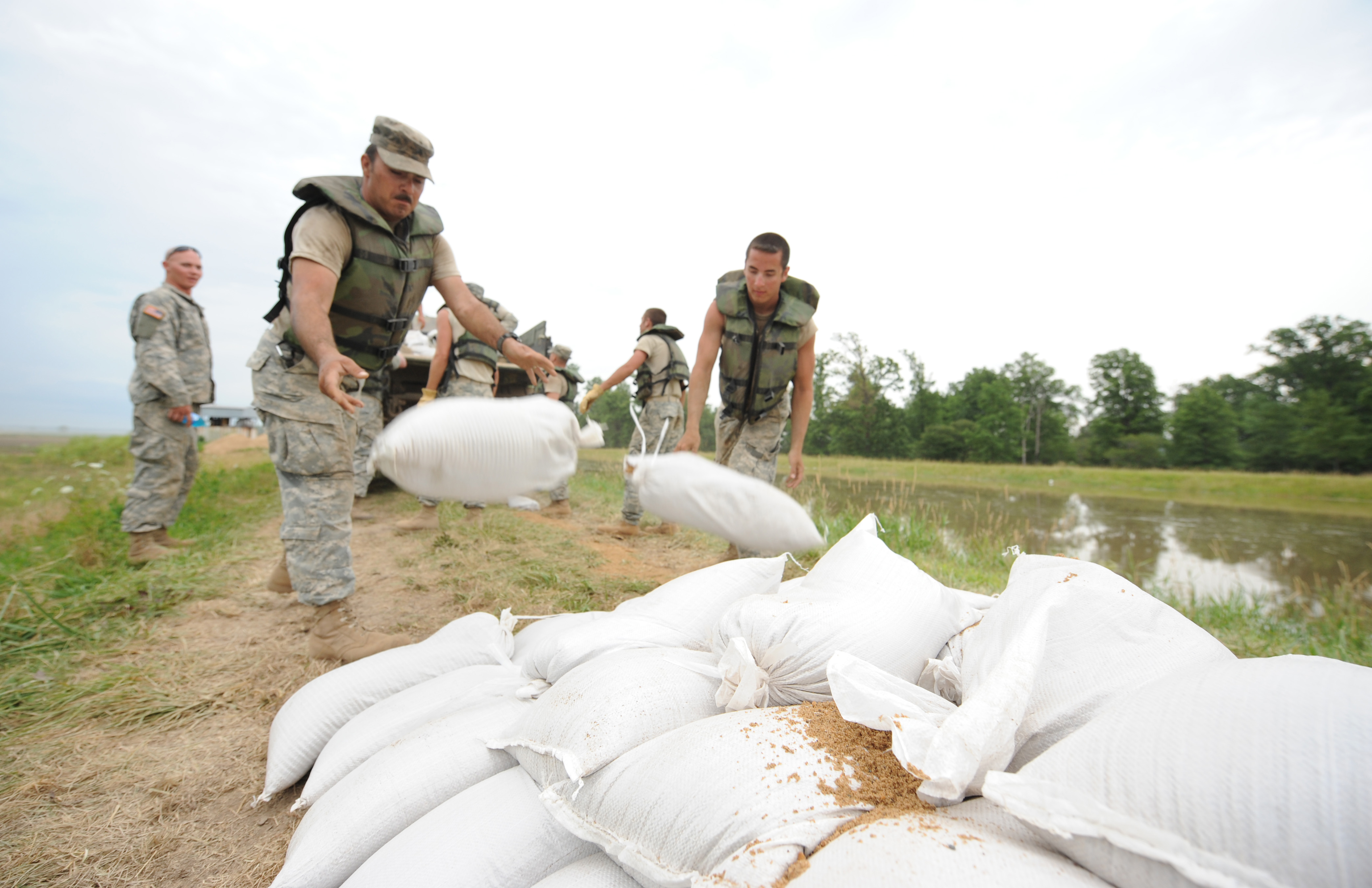
Aufkadung mit Sandsäcken

Eine Aufkadung (vom niederdeutschen Wort „Kade“ für Damm, Deich) ist eine zeitweilige Erhöhung einer Deichkrone oder eines Hochwasserdamms bei der Gefahr einer Überströmung durch ein unerwartet großes Hochwasser. Sie dient dem Hochwasserschutz.
Dabei wird der Damm oder Deich schnell mit Sandsäcken, Bohlenwänden, mobilen Elementen oder mit von Baggern herangeschafften Felsblöcken verstärkt (aufgekadet). Käme es zum Überlaufen des Wassers, so würde der Damm bzw. Deich brechen und weggespült werden. Die notwendige Höhe muss auf dem gesamten Deichabschnitt erreicht werden, da das Wasser an der niedrigsten Stelle überläuft.

## Sandsäcke
Die einfachste Möglichkeit zum Aufkaden sind Sandsäcke. Sie müssen gefüllt, herantransportiert und verlegt werden. Zweckmäßigerweise werden die Sandsäcke nur zu zwei Dritteln gefüllt und nicht zugebunden, sondern nur umgeschlagen und mit der Öffnung zur Wasserseite hin an der wasserseitigen Kante der Dammkrone verlegt.
Die Sandsäcke können in einer oder mehreren Lagen über- und nebeneinander verlegt werden. Die Fugen werden dann versetzt angeordnet wie bei Mauerwerk. Es können so Höhen von mehreren Dezimetern erreicht werden.
Eine weitere Möglichkeit ist auch ein kastenförmiger doppelreihiger Aufbau aus Brettern und Pfählen, zwischen die Erde, Stroh und anderes Material gefüllt wird.

## Lueger 1904
Das Lexikon der gesamten Technik (1904) von Otto Lueger definiert eine Aufkadung als die vorübergehende Erhöhung der Deichkappe bei steigendem Wasser (namentlich bei Eisstopfungen). Sie erfolgt mit Baustoffen, die sofort zur Hand sind oder leicht beschafft werden können; selten durch Boden allein, meistens durch Bretter in Verbindung mit Erde, Mist oder Sandsäcken. Die Befestigung der in einer oder in zwei Reihen verwendeten, mit Außen- oder Zwischendichtung versehenen Bretter erfolgt durch gegenüberstehende, mit Bindeweiden verbundene Pfähle in etwa 1,5 m Abstand. – Statt der Bretter benutzt man auch wohl Faschinen in Bunden oder in der Form gedrehter Würste, die gleichfalls durch eingeschlagene, jedoch schrägstehende Pfähle befestigt und durch Boden gedichtet werden. Die Höhe der Aufkadung beträgt meistens 0,3–0,5 m, selten über 1 m, der Abstand der beiden Bretterreihen in der Regel 0,6 m. Ist die Deichkappe gefroren, so können statt der dann schwer einzutreibenden Pfähle auch Steine von entsprechendem Gewicht verwendet werden; die Dichtung erfolgt in diesem Falle vorzugsweise durch Dünger.